# Arpende
El arpende (pronunciación en francés: /aʁpɑ̃/) es una unidad de longitud y una unidad de superficie. Es una unidad de medida francesa anterior al sistema métrico basado en el actus romano. Se usa en Quebec y en algunas zonas de Estados Unidos que formaron parte de la Luisiana francesa.

## Definición

### Unidad de longitud
Existen diversos estándares para el arpende. Los más comunes son los 180 pies franceses, usado en la Norteamérica francesa, y los 220 pies franceses, usado en París.
1 arpende = 180 pies franceses (de aproximadamente 32 centímetros) = aproximadamente 192 pies ingleses = aproximadamente 58,47 metros

### Unidad de superficie
- Históricamente, en Norteamérica, 1 arpende (cuadrado) = 32.400 pies franceses cuadrados = alrededor de 3.419 m²
- En Luisiana, Misisipi, Alabama y Florida la conversión oficial es 1 arpende = 0,84628 acre (3424,77668 m²)
- En Arkansas y Misuri, la conversión oficial es 1 arpende = 0,8507 acre (3442,66380 m²)